# Mark Eyskens
Marc Maria Frans burggraaf Eyskens (uitspraakⓘ) (Leuven, 29 april 1933) is een Belgische emeritus hoogleraar, econoom, politicus en essayist. Van april tot december 1981 was hij premier van België.

## Biografie

### Jeugd
Mark Eyskens is de zoon van politicus en premier Gaston Eyskens (1905-1988) en Gilberte Depetter (1902-1988). Hij had een broer, Erik Eyskens           (1935-2008), die chirurg was in Antwerpen. Een andere broer en zus overleden op jonge leeftijd.
Bij het uitbreken van de Tweede Wereldoorlog vluchtte moeder Eyskens met de kinderen voor bombarderende Stuka's naar de kust, terwijl vader Eyskens zich naar het parlement in Brussel begaf. Toen duidelijk werd dat de Duitse opmars niet kon worden gestuit zoals in de Eerste Wereldoorlog vluchtte het ganse gezin naar Frankrijk.
Tijdens de bezetting hervatte de Katholieke Universiteit Leuven haar werkzaamheden en het gezin Eyskens keerde terug naar België. Het laatste jaar van de oorlog werd Leuven intensief gebombardeerd en het gezin Eyskens bracht veel tijd door in de kelder. Na de oorlog vatte Mark Eyskens zijn middelbare studies aan het Sint-Pieterscollege aan.

### Studies
Eyskens blonk reeds tijdens de middelbare school uit toen hij de Grieks-Latijnse richting afsloot als primus perpetuus die onderscheiden werd met een gouden medaille.
In 1956 werd hij met grootste onderscheiding doctor in de rechten aan de Katholieke Universiteit Leuven. Ondertussen werd hij in 1953 - eveneens met grootste onderscheiding - baccalaureaat in de wijsbegeerte. Verder werd hij in 1962 doctor in de economische wetenschappen aan de KU Leuven en behaalde hij in 1957 een Master of Arts in de economie aan de Columbia-universiteit in New York. Aan de KU Leuven was hij actief in het Katholiek Vlaams Hoogstudentenverbond en redactielid van Ons Leven, het blad van KVHV.

### Academische loopbaan
In 1961 werd Eyskens assistent en het jaar daarop docent aan de faculteit Economische en Toegepaste Economische Wetenschappen van de KU Leuven. Zo gaf hij onder meer les aan Herman Van Rompuy, die later premier van België en voorzitter van de Europese Raad werd. In 1967 werd hij gewoon hoogleraar belast met de leergangen algemene economie, micro-economie en publieke financiën. Vanaf 1976 was hij aan dezelfde universiteit buitengewoon hoogleraar.
In de periode 1972-1976 was hij commissaris-generaal en voorzitter van de raad van bestuur van de unitaire structuur Katholieke Universiteit Leuven - Université catholique de Louvain (UCL) en stond hij dus in voor de splitsing van de tweetalige universiteit in twee eentalige universiteiten als gevolg van Leuven Vlaams.
Eyskens bekleedt en bekleedde heel wat academische functies. Zo was hij:
- lid van het Belgisch comité van de Club van Rome (1972-1978)
- lid (sinds 1987) en voorzitter (2003-2004) van de Koninklijke Vlaamse Academie van België voor Wetenschappen en Kunsten
- lid van de Academia Europaea (sinds 1989)[2]
- voorzitter van de Christian Academy for European Dialogue
- voorzitter van de Vlaamse Academische Stichting
- voorzitter van het Centrum voor Europese Cultuur
- bestuurslid van Vrienden van de Hebreeuwse Universiteit van Jeruzalem
- voorzitter van de Raad voor Europees Onderzoek
- voorzitter van de Stichting Hoover
- lid van de Competitiveness Advisory Group van de Europese Commissie
- bestuurder van de Universitaire Stichting
- lid van de adviesraad van het Nexus Instituut van de Universiteit Tilburg

In 1992 werd hij weer hoogleraar in de economie, een functie die hij tot aan zijn emeritaat in november 1998 uitoefende. Verder richtte hij in 1994 aan de KU Leuven het cursusprogramma "Lessen voor de 21ste eeuw" op, waarvan hij de bestuurder werd.

### Politieke loopbaan
De politieke loopbaan van Eyskens begon toen hij in 1962 adviseur van minister van Financiën André Dequae werd, wat hij bleef tot 1965. 
Tussen 1976 en 1992 volgde hij voor de CVP een ministeriële loopbaan: van oktober 1976 tot juni 1977 was hij staatssecretaris van Ruimtelijke Ordening en Huisvesting, van juni 1977 tot april 1979 staatssecretaris van Begroting en Vlaamse Zaken, van april 1979 tot oktober 1980 minister van Ontwikkelingssamenwerking, van oktober 1980 tot april 1981 en van november 1985 tot mei 1988 minister van Financiën, van december 1981 tot november 1985 minister van Economische Zaken en van juni 1989 tot maart 1992 minister van Buitenlandse Zaken. In 1990 ondertekende en bekrachtigde hij samen met veertien andere regeringsleden een van de meest liberale abortuswetgevingen ter wereld.
Tevens zetelde Eyskens van april 1977 tot mei 2003 voor het arrondissement Leuven in de Kamer van volksvertegenwoordigers. In de periode mei 1977-oktober 1980 zetelde hij als gevolg van het toen bestaande dubbelmandaat ook in de Cultuurraad voor de Nederlandse Cultuurgemeenschap, die op 7 december 1971 werd geïnstalleerd. Vanaf 21 oktober 1980 tot mei 1995 was hij lid van de Vlaamse Raad, de opvolger van de Cultuurraad en de voorloper van het huidige Vlaams Parlement. Na afloop van zijn lange periode als minister werd Eyskens als Kamerlid actief in de commissies Buitenlandse Betrekkingen, Europese Aangelegenheden, Financiën en Begroting.
In 1991 kwam hij als minister van Buitenlandse Zaken in nauwe schoentjes toen terrorist Whalid Khaled in Brussel kwam onderhandelen voor de Aboe Nidalorganisatie over het ruilen van de Silco-gijzelaars tegen Saïd Al Nasr, dader van de aanslag in Antwerpen 1980. Hij overleefde een vertrouwensstemming en verklaarde achteraf: "Mocht ik in de Britse regering hebben gezeten, dan was ik natuurlijk al lang opgestapt. Maar we zijn hier in België. Hier is de politiek een kippenhok."
Van 1980 tot 1981 en van 1985 tot 1988 was Eyskens gouverneur van het Internationaal Monetair Fonds en de Wereldbank, van 1992 tot 2003 lid van de Raad van Europa en van de Vergadering van de West-Europese Unie. Sinds 18 november 1998 is Eyskens Minister van Staat.
Van 2006 tot 2009 was hij ook nog provincieraadslid van Vlaams-Brabant en van 1994 tot 2000 gemeenteraadslid van Leuven.

### Eerste minister
Van 6 april 1981 tot 17 december 1981 was hij eerste minister van België voor de CVP in een regering van CVP/PSC en SP/PS, de regering-M. Eyskens I. Op 21 september viel de regering na een conflict over de financiering van de Waalse staalindustrie. De val van de regering kondigde hij ludiek aan met de woorden: "Het is vandaag 21 september, de eerste dag van de herfst, het vallen van de bladeren... De regering is ook gevallen." Bij de vervroegde verkiezingen die hierop volgden, die op 8 november plaatsvonden, kwam een van de maatregelen van het kabinet Eyskens tot uiting: voor het eerst mochten 18- tot 21-jarigen ook hun stem uitbrengen. Op 17 december werd Eyskens opgevolgd door Wilfried Martens, die eveneens zijn voorganger als eerste minister was.
De regering-M. Eyskens kreeg nooit echt greep op de problematische economische toestand van België en de ontsporende staatsfinanciën. Zo schreef journalist Rik Van Cauwelaert in de krant De Tijd van 11 oktober 2013: "Mark Eyskens zou later, in een cynische bui, zijn regering omschrijven als 'een pedagogische demonstratie van hoe het niet moest.' En dat hij daar cum laude in slaagde, bewijzen volgende cijfers. Tijdens zijn regeerperiode, minder dan een jaar, steeg het aantal werklozen met 100.000, liep het begrotingstekort op van 8,5 naar 12,6 procent en schoot de overheidsschuld naar een schrikwekkende 135 procent van het bbp".

### Na de politiek
Eyskens bekleedde na zijn ambt als eerste minister verschillende bestuursmandaten. Zo was hij :
- voorzitter van de jury van de AKO-Literatuurprijs (1993)
- voorzitter van het Festival van Vlaanderen (1995 - 2016)[6]
- voorzitter van de Francqui-Stichting (2002 - 2015)
- voorzitter van het Archief en Cultureel Centrum van Arenberg
- voorzitter van het Instituut voor Europees Beleid
- ondervoorzitter van het Koninklijk Instituut voor Internationale Betrekkingen
- bestuurder van het Europees Poëziecentrum in Leuven
- bestuurder van de International Crisis Group
- voorzitter van de MidAtlantic Group
- bestuurder van Flanders DC (2004-2009)

Ook in het bedrijfsleven bekleedde hij diverse bestuursmandaten. Hij was voorzitter van de raad van bestuur van UCB en bestuurder van de Bank Brussel Lambert en ING België (tevens lid van de internationale adviesraad), Gevaert, Gerling, Koninklijke Joh. Enschedé, Koninklijke Nagron, Atradius, Cobepa en Asturienne.
Verder is Eyskens :
- voorzitter van de Arenberg Stichting
- voorzitter van de Internationale Vriendenkring Anton van Wilderode (sinds 1995)
- trustee van het International House in New York sinds 1985
- bestuurder van de Contius Foundation sinds 2006
- bestuurder van de Stichting van het Jodendom van België

## Personalia
Eyskens staat bekend als een vlotte, meertalige en humoristische causeur en tafelredenaar. Hij heeft een uitgebreid aantal boeken gepubliceerd, meestal essayistisch van inhoud. Hij is ook amateurschilder, werk dat hij zelf met humor bespreekt.
Hij is getrouwd met jonkvrouw Anne Rutsaert (1939), licentiate in de politieke wetenschappen, dochter van (sinds 1971) ridder Joseph Rutsaert (1905-1998), eerste voorzitter van het Hof van Cassatie. Het echtpaar kreeg vijf kinderen. Zijn dochter Kristina is schepen in Tervuren.
Na het overlijden van zijn vader werd Eyskens burggraaf.

## Eretekens
- Fellow van de Belgian American Educational Foundation (1956)
- J.M. Huygheprijs voor staatshuishoudkunde (1964)
- Prijs van de Scriptores Christiani (1986)
- België Minister van Staat (KB 18 november 1998)
- BeNeLux-Europa Prijs (2000)[8]
- België Grootkruis in de Orde van Leopold II (KB 11 mei 2003)
- België Grootofficier in de Kroonorde
- Grande médaille d'Or Arts-Sciences-Lettres avec plaquette d'honneur (2007)
- Erelid van de Vereniging voor Internationale Relaties sinds januari 2009[9]
- Caballero benefactor de Yuste
- Grootlint in de Orde van de Azteekse Adelaar
- Grootlint en Commandeur in de Nationale Orde van de Duizend Heuvels
- Grootlint in de Orde van Verdienste
- Grootlint in de Grote Orde van Mugunghwa
- Grootlint in de Orde van Verdienste
- Grootkruis in de Orde van de Eer
- Commandeur in het Legioen van Eer
- Commandeur in de Orde van de Nederlandse Leeuw

## Boeken en publicaties
- De rationalisatie van het gedrag van de consument, Uystpruyst, Leuven, 1962.
- Inleiding tot de economische wetenschap, collegenota's, twee delen, Wouters, 1965.
- Micro-economische theorie, collegenota's, twee delen, Wouters, 1966.
- Economie als tijdverdrijf De Nederlandsche Boekhandel, 1969.
- Uitdagingen voor een moderne universiteit, Leuven, 1970.
- Van gisteren naar morgen, economisch bekeken, DNB, Pelckmans, 1971.
- Open brief aan de studenten, Lannoo, 1973.
- Ambrunetië of het Avondland in de Morgen, DNB,1974.
- Bouwstenen van de gemengde Economie, twee delen, Standaard wetenschappelijke uitgeverij, 1976.
- Economie van Nu en Straks, DNB, 1977.
- Ambrunise ou la quadrature du siécle, Arts et Voyages, 1977
- Brief aan de Ambrunetiërs, DNB, 1978.
- Eén Aarde, twee werelden, Min. Ontwikkelingssamenwerking, 1979.
- Une terre, deux mondes, Min. de la coopération au développement, 1979.
- Bron en Horizon. Het avondland uit de impasse, Lannoo, 1985.
- La source et l'Horizon. Le redressement de la société Européenne, Duculot, 1985
- Economie voor iedereen, Pelckmans, 1989.
- Het storende levensverhaal van Professor J.K. Mortal. Een boek over mens en men, Lannoo, 1989.
- Economie pour tous, Labor, 1990.
- Wegwijs Geld, met R. Dillemans en W. van Gerven, eerste deel, Davidsfonds, 1990.
- From detente to entente. The impact of the implosion of communism, Minaffet, 1990.
- Vie et mort de J.K. Mortal, professeur extraordinaire, Albatros, Paris, 1991.
- Buitenlandse zaken 1989-92. Van confrontatie naar coöperatie, Lannoo, 1992.
- Affaires Etrangères 1989-92, De la coopération à la confrontation, Créart, 1993.
- Vaders Dood en Leven, in 'De Memoires van Gaston Eyskens', Lannoo, 1993.
- Beleving en Belofte. Een Nieuwjaarstijding. Toespraak van Mark Eyskens op de voorstelling van de Memoires van Gaston Eyskens, Lannoo, 1994.
- De grote verjaring, van de 20ste eeuw naar het 3de millennium, Lannoo, 1994.
- Is verandering vooruitgang? De maatschappelijke gevolgen van de 3de industriële revolutie, Davidsfonds, 1995.
- Le fleuve et l'océan. Du vingtième siècle au troisième millénaire, Racine, 1995.
- Lessen voor de 21ste eeuw, eerste hoofdstuk in collectief werk', LeuvenUP, 1995.
- De reis naar Dabar. Een metafysische thriller, Lannoo, 1996.
- L'affaire Titus. Métaroman, Racine, 1998.
- De Lust der verbeelding, Lannoo, 1998.
- Er zijn geen economische problemen. Pleidooi voor een meta-economie, Davidsfonds, 1999.
- Democratie tussen spin en web, Leuven Universitaire pers, 1999.
- Leven in tijden van Godsverduistering, Lannoo, 2001.
- Geloof en Hoop, Universitaire parochie, 2002.
- Het verdriet van het werelddorp, Davidsfonds, 2001.
- Het hijgen van de geschiedenis, Lannoo, 2003.
- De houdbaarheid van de welvaartsstaat. De onmogelijkheid van het noodzakelijke, VKW, 2004.
- Omdat wij van de avond nooit genezen. Een poëtische kroniek, Davidsfonds, 2004.
- De Oude Prof en de zee. Tweespraak over zin en zijn, Lannoo, 2005.
- Mijn levens. Een reis door de tijd, Lannoo, 2008.
- A la recherche du temps vécu. Mes vies, Racine, 2010.
- Mijn Amerika, Pelckmans, 2012 (bijdrage)
- Macht en gezag, Witsand Uitgevers, 2013
- Veelal, een theorie van alles, Lannoo, 2015
- Wat ligt er ten noorden van de noordpool?, Witsand Uitgevers, 2016
- Vandaag is morgen gisteren, Witsand Uitgevers, 2019
- Een wereldbeving die corona heet, Witsand Uitgevers, 2020

## Trivia
- Eyskens had een cameo in de stripreeks Nero door Marc Sleen. In het album De A-straal (1981) vindt Adhemar een wapen uit waarvan de straal iedereen vrijgevig en goedhartig maakt. Op zeker moment wordt deze A-straal gestolen door Polo, een ijscoman, die het wapen aan Eyskens wil verkopen. Eyskens vindt het vooral interessant om de mensen vrijgeviger te maken inzake hun belastingen (strook 38-40).
- Hij en Willy Claes worden bekritiseerd in het lied "Japanneezaffaire" door De Strangers.
- Eyskens had samen met zijn vader, Gaston Eyskens een cameo in de satirische strip Pest in 't Paleis (1983) door Jan Bosschaert en Guido Van Meir. Hij speelde de rol van Marcus Excus, "alchemist van vader op zoon".
- In 2007 deed Eyskens mee aan de quiz De Slimste Mens ter Wereld. Na zijn uitschakeling meldde hij "dat hij heeft vastgesteld dat er nog grote gaten in zijn kennis zijn". Om dat te verhelpen zou hij wat gaan "studeren, Google afschuimen en op Wikipedia gaan lezen".
- In 2009 zetelde Eyskens als een van de juryleden in het tv-programma De Slimste Mens ter Wereld op de Vlaamse zender Eén.
- Mark Eyskens is erevoorzitter van het Olivaint Genootschap van België.